# Gyposaurus
Ne doit pas être confondu avec le genre de dinosaures Gryposaurus.
Genre
Espèces de rang inférieur
- † Gyposaurus capensis Broom[2], 1911, renommé  Massospondylus sp.[3]
- † Gyposaurus sinensis Yang Zhongjian[4], 1940

Gyposaurus est un genre éteint de dinosaures primitifs, un sauropodomorphe  généralement rattaché au clade des Plateosauria. Des fossiles attribués au genre ont été décrits dans le Jurassique inférieur d'Afrique du Sud  et de Chine. La validité du genre est fortement discutée, ces fossiles pouvant être ceux de spécimens juvéniles appartenant à d'autres genres de sauropodomorphes connus ou non, ou devant être renommés,.

## Liste des espèces

### Gyposaurus capensis
Un squelette partiel de sauropodomorphe a été découvert dans la partie supérieure de la formation géologique d'Elliot dans le sud de l'État libre d'Afrique du Sud. Ce niveau date du Jurassique inférieur (Hettangien-Sinémurien), c'est-à-dire il y a environ entre 200 et 190 Ma (millions d'années). Il s'agit de vertèbres dorsales (11) et caudales (6), de côtes, de gastralia, d'une partie de l'omoplate droite, d'une partie de la ceinture pelvienne droite, de l'ilion gauche et de la majeure partie de la jambe droite
Ces restes fossiles ont été décrits par Robert Broom en 1911. Il les attribue alors au genre Hortalotarsus.
En 1976, Peter Galton et M. A. Cluver le mettent  en synonymie avec le genre Anchisaurus, sous le nom d'Anchisaurus capensis.
En 1981, Michael Cooper en fait un Massospondylus en s'appuyant sur sa découverte au Zimbabwe de  Massospondylus carinatus.

### Gyposaurus sinensis
G. sinensis est décrit à l'origine à partir d'un squelette assez complet comprenant une partie du crâne. Il a été découvert en Chine dans la formation géologique de Lufeng, datée du Jurassique inférieur, et affleurant dans la province du Yunnan. Une douzaine d'autres spécimens ont été rapportés à cette espèce.
Ces fossiles sont décrits en 1940 par Yang Zhongjian (C.C. Young).
En 1976, Peter Galton considère qu'il s'agit d'un juvénile du genre Lufengosaurus.
En 1992, le paléontologue chinois Dong Zhiming l'attribue au genre Anchisaurus, nom sous lequel il est exposé au musée de géologique de Chine. 
En 2004, Galton et Upchurch le considèrent comme un taxon probablement valide, distinct d'Anchisaurus, qui nécessiterait un nouveau nom de genre. Il pourrait appartenir à la famille des Anchisauridae selon R. N. Martínez (2009). Thomas Holtz (2011) indique pour cette espèce une longueur totale de 8 mètres.